# Dějiny Saúdské Arábie
Dějiny Saúdské Arábie jsou charakteristické silným vlivem islámu a totalitním způsobem vlády královského dvora Saúdů. První známky lidského osídlení pocházejí z doby před více než 15 000 lety, kvůli nepříznivým přírodním podmínkám ve vnitrozemí byly obydleny hlavně přímořské oblasti. Typickým způsobem života bylo nomádství a hlavními sociálními strukturami byly kmeny, v jejichž čele stáli šajchové a emírové. Na počátku 7. století v Mekce založil Mohamed nové náboženství – islám. To brzy získalo obrovský vliv na život běžných obyvatel, čemuž tak je dodnes. Území dnešní Saúdské Arábie se stalo součástí chalífátu a poté se z větší části dostalo pod nadvládu Osmanů. V polovině 18. století vznikl první saúdský stát, po jeho rozpadu v první čtvrtině 19. století vznikl menší druhý saúdský stát.
Současnou Saúdskou Arábii založil v roce 1932 Abd al-Azíz. Od počátku považoval království za vlastnictví svého rodu, což se projevovalo neochotou měnit nuzné poměry v zemi a obrovskými výdaji královského dvora pro svou vlastní potřebu. Tímto způsobem vládl i první Abd al-Azízův nástupce král Saúd. Od 50. let 20. století začal ekonomice dominovat ropný průmysl, který Saúdské Arábii zajistil pozici vlivného politického aktéra Středního východu. Kvůli ropě se nejvýznamnějším spojencem království staly Spojené státy, jejichž přítomnost v zemi se stala jedním z příčin vzniku islámských teroristických skupin. Od roku 2015 je vládcem Saúdské Arábie král Salmán. Královský dvůr v zemi silně potlačuje politickou opozici a svobodu občanů.

## Nejstarší dějiny
Nejstarší známky lidského osídlení Arabského poloostrova sahají do doby před 15 000–20 000 lety. V nejstarších dobách byla Saúdská Arábie rozdělena na tři regiony, jejichž názvy se používají dodnes. Oblast Nadžd byla ve vnitrozemí, dříve se nazývala „pustá Arábie“ a byla typická kočovným způsobem života lidí žijících v izolovaných oázách, zemědělstvím a pastevectvím. Další oblast s názvem al-Hasa ležela na východě při pobřeží Perského zálivu a třetí region Hidžáz, který ležel na západě při pobřeží Rudého moře, už od starověku disponoval významnými obchodními středisky. Východní oblast byla osídlena před začátkem 4. tis. př. n. l., od 3. tis. př. n. l. se o jižní Arábii začaly zajímat říše v Mezopotámii a Egyptě, protože odtud dovážely koření a vonnou pryskyřici. Mezi významné předislámské státy na území dnešní Saúdské Arábie patřilo království Lihjánovců s centrem v Hidžázu založené v 6. stol. př. n. l. a království Kinda, ve 3. stol. př. n. l. pak měli severní Hidžáz pod kontrolou Nabatejci (Nabatejské království). V Hidžázu žila arabsko-židovská komunita, a to hlavně v Jatribu (dnešní Medína). Během římské expanze do Egypta probíhal úpadek poloostrova. V roce 570 se pokusil etiopský vládce Jemenu Abraha dobýt Mekku, což se mu ale nepodařilo. Mekka byla tou dobou jedna z nemnoha vzkvétajících středisek v Arábii, mimo jiné se v ní nacházela svatyně Ka'ba, která byla centrem tehdejšího náboženství.
Kvůli absenci vodních toků a nedostatku srážek ve vnitrozemí byly osidlovány oblasti s podzemními zdroji vody, např. oázy. Jejich izolovanost znemožňovala vytvoření jednotné politické struktury a vznikaly spíše kmeny spoutané příbuzenstvím. Tyto kmenové pospolitosti byly typické společným vlastnictvím půdy, chovem velbloudů, ovcí, koz a oslů a kočovným způsobem života. V jejich čele stáli šajchové a emírové, jejichž vůdcovství bylo dědičné. Už v předislámské době vznikala poezie, nejčastěji to byly ódy (kasídy) oslavující lásku a ideály kmenové společnosti. Sedm nejslavnějších předislámských kasíd souhrnně nazývaných mu'allaky („básně zavěšené“) bylo podle legendy zavěšeno na Ka'bě.

## Vznik islámu

Islámská říše a hranice chalífátu během období jeho největšího rozmachu.
vláda Mohameda, 622–632
vláda volených chalífů, 632–661
vláda Umajjovců, 661–750

V roce 570 se v Mekce narodil Mohamed z kmene Kurajšovců, kteří v té době tuto kupeckou republiku ovládali. Na počátku 7. století založil islám. Korán, svatá kniha islámu, tvořila spolu s arabskou poezií základ klasické arabštiny, která se po několik staletí využívala v literatuře, vědě a filosofii. Kvůli původnímu odmítnutí islámu většinou obyvatel Mekky odešel Mohamed roku 622 do Medíny a toto datum bylo přijato za počátek muslimského letopočtu. Poté jeho moc začala rychle stoupat a v roce 630 dobyl Mekku. Nová víra se rychle rozšířila po Arabském poloostrově a po Mohamedově smrti vznikl státní útvar chalífát, který v době svého největšího rozmachu sahal od Španělska až k řece Indus. Prvním chalífou se stal Abú Bakr. Medina zůstala do roku 661 hlavním městem chalífátu a Mekka se stala duchovním centrem islámu.
Chalífátu nejdříve vládli volení chalífové a poté Umajjovci, kteří přesídlili hlavní město do Damašku. V roce 680 proti nim ve střední Arábii vypuklo povstání a vládcem Mekky byl zvolen Abdalláh ibn az-Zubajr. Po deseti letech do města vnikla umajjovská vojska a poničila Velkou mešitu. V roce 750 se vlády nad chalífátem ujali Abbásovci a přenesli hlavní město do Bagdádu, který se stal centrem islámského světa. Mekka a Medina byly od té doby pouze duchovními středisky. V první polovině 10. století se západní část dnešní Saúdské Arábie včetně těchto dvou měst stala součástí fátimovského chalífátu.
V roce 1171 Fátimovce svrhl Saladin, zakladatel dynastie Ajjúbovců, který byl uznán jako vládce Mekky. Od počátku 13. století Mekce vládli Hášimovci a roku 1269 je vystřídali mamlúčtí sultáni. Roku 1516 dobyl celý Hidžáz osmanský sultán Selim I. a až do první světové války tomuto území pod osmanským dozorem panovali Hášimovci.

## První a druhý saúdský stát

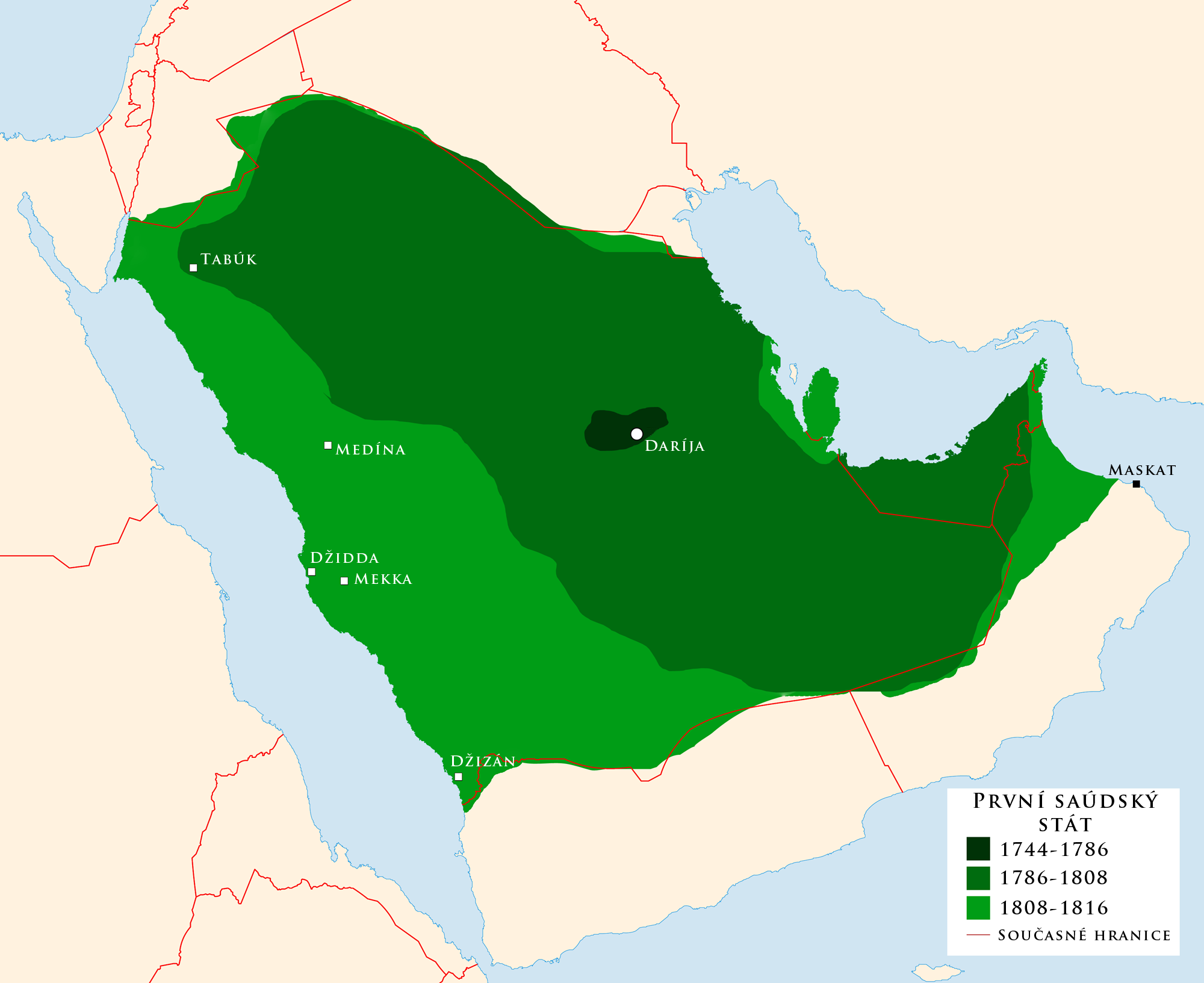
Rozsah prvního saúdského státu:
1744–1786
1786–1808
1808–1816

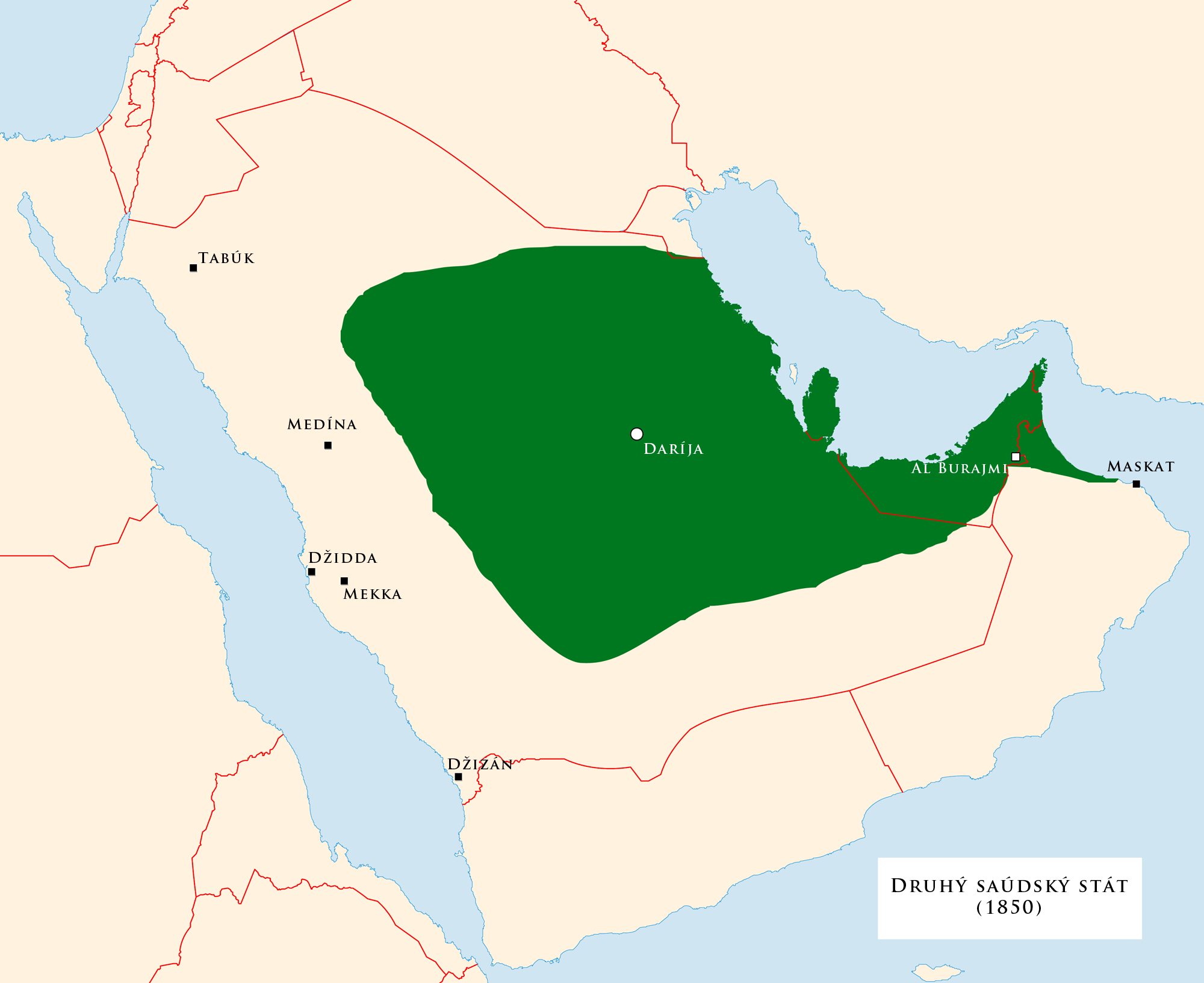
Rozsah druhého saúdského státu

V první polovině 18. století se v Nadždu začal zejména mezi drobnými rolníky rozmáhat nově vzniklý wahhábismus, sunnitská fundamentální forma islámu. Když byl jeho zakladatel Muhammad ibn Abd al-Vahháb vyhnán z Rijádu, přijal ho šajch Muhammad ibn Saúd v sousední oáze Daríje. Spolu založili první saúdský stát, který byl do počátku 19. století rozšířen přes celou dnešní Saúdskou Arábii a přesahoval i do okolních území. Tento rozmach byl umožněn Napoleonovou expedicí do Egypta, která znemožňovala Osmanské říši vyslat do Arábie vojsko. Stát zanikl v roce 1818 po několikaletých snahách egyptského paši Muhammada Alího, kterého o pomoc požádal osmanský sultán.
Pokus o obnovu státu učinil emír Turní ibn Abdulláh ibn Muhammad, který v roce 1822 přepadl Rijád ovládaný Egypťany. Založil druhý saúdský stát, který byl oproti tomu prvnímu menší – Saúdové tentokrát vládli jen Nadždu a al-Hase. V polovině 19. století se rozpoutal boj mezi Saúdy a Rašídy, jejichž říše s centrem v oáze Hájl na severu se postupně rozšiřovala a nakonec vytlačila Saúdy z Nadždu. S otevřením Suezského průplavu v roce 1869 byla posílena osmanská nadvláda nad Arábií a po boji s Rašídy v roce 1891 druhý saúdský stát zanikl. Saúdové tak byli donuceni uchýlit se do Kuvajtu.

## Vznik Saúdské Arábie a její první roky

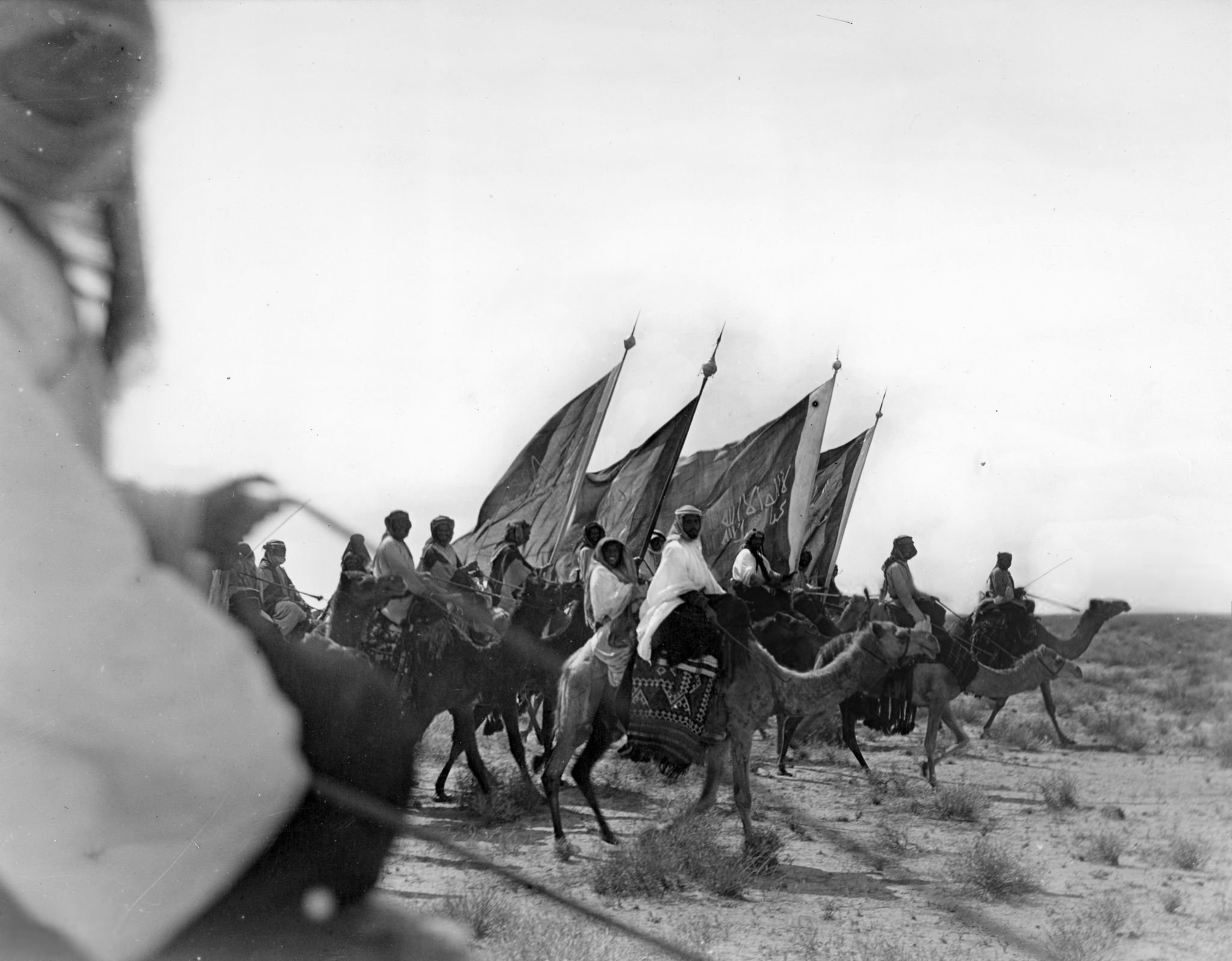
Příslušníci bratrstva Ichwán

Na přelomu 19. a 20. století kvůli sporům mezi Osmanskou říší a Spojeným královstvím, které si chtělo v Perském zálivu zajistit silnou pozici, Britové podpořili saúdského emíra Abd al-Azíze ibn Saúda (známého pod zkratkou Ibn Saúd) v převratu proti proosmanským Rašídům. V lednu 1902 se zmocnil Rijádu a později ovládl celý Nadžd. Protože chtěl dosáhnout většího územního rozmachu a domníval se, že toho dosáhne jedině spojením s některou evropskou velmocí, nabídl Britům, že přijme britský protektorát. Byl však odmítnut a v roce 1904 Osmané zabrali zpět některá území dobytá Saúdy. Abd al-Azíz byl donucen uznat osmanskou svrchovanost a za to byl jmenován guvernérem v Nadždu. Poté postupně získával vliv mezi hlavními kmeny v oblasti, vytvořil primitivní státní organizaci a začal budovat armádu, jejichž hlavní složkou se stalo nábožensko-vojenské (wahhábistické) hnutí Ichwán („bratři“). Členové bratrstva považovali nomádský způsob života za protiislámský, proto zakládali osady, do kterých beduíny usazovali. Během první světové války se Abd al-Azízovi pomocí Ichwánu podařilo rozšířit svou moc na velkou část Arabského poloostrova.

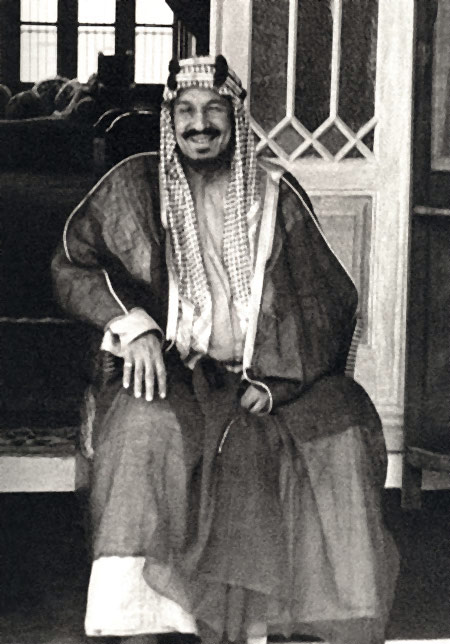
Abd al-Azíz, zakladatel a první král novodobé Saúdské Arábie

Po začátku první světové války Britové získali za slib vytvoření velkého arabského státu přízeň Hášimovců vládnoucích v Hidžázu a porazili turecká vojska na tomto území. Zároveň podporovali boje Abd al-Azíze proti Rášidovcům a ten se začal chystat na válku proti Hášimovcům. V roce 1924 schválil požadavek Ichwánu na zahájení války. 1. září wahhábité dobyli a zdevastovali Táif, kde bydleli bohaté hidžázské rodiny, a 16. října vstoupili do Mekky. Po roce obléhání a následném dobytí Mediny Abd al-Azízem byl tehdejší hidžázský král Alí ibn Husajn donucen odejít do exilu do Jordánska. Abd al-Azíz se prohlásil králem Hidžázu, Nadždu a přilehlých oblastí a v roce 1927 Britové uznali jeho království. Na oplátku musel přislíbit, že nebude útočit na okolní britské protektoráty. Tyto ústupky spolu se zaváděním moderních technologií (např. telefonu a automobilů) vyvolaly vzpouru Ichwánu. Ta byla roku 1929 násilně potlačena pomocí zbraní dodaných Angličany. V září 1932 oficiálně vzniklo Spojené království s názvem Saúdská Arábie.
Abd al-Azíz považoval stát za soukromý majetek svého rodu. Během třicátých let upevňoval svou moc ve všech sférách vlivu a jeho vláda se proměňovala v despocii. Ekonomickou moc mu zajišťovaly britské příspěvky, muslimské poutě a později příjmy z ropy. Do roku 1938, kdy byly komerčně využitelné ropné plantáže na tomto území objeveny, hospodářská situace v zemi stagnovala. Saúdskoarabská ropná společnost byla zprvu vlastněna americkými společnostmi. Do druhé světové války se stále zvyšoval vliv Spojených států, který nakonec převýšil ten britský a v roce 1942 navázalo USA se Saúdskou Arábií diplomatické styky. Saúdská Arábie byla v roce 1943 zahrnuta do Zákona o půjčce a pronájmu a po jaltské konferenci bylo uzavřeno několik dohod mezi těmito dvěma státy: Američané např. mohli v zemi stavět vojenské základny a Saúdové získali dodávky amerických zbraní.

## Konec Abd al-Azízovy vlády a jeho první následníci

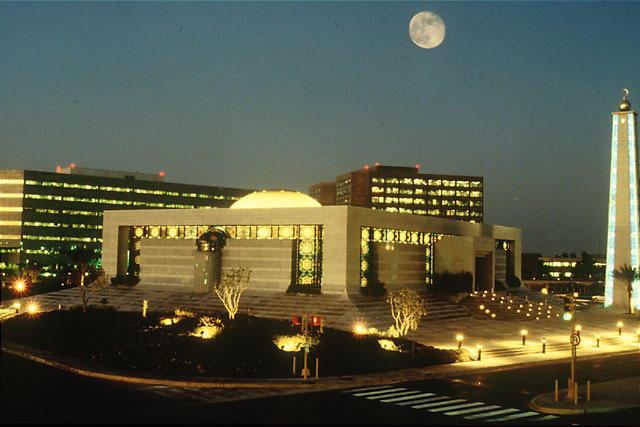
Sídlo společnosti Saudi Aramco v Zahránu

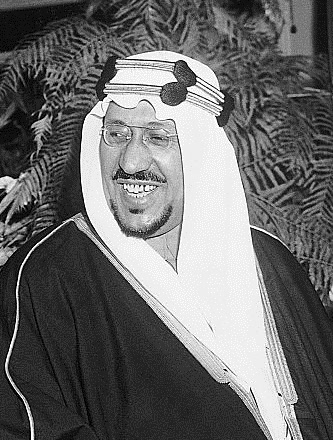
Král Saúd, nejstarší syn Abd al-Azíze a jeho nástupce na trůně (1953–1964)

Poválečné období bylo charakterizováno rapidním rozvojem ropného průmyslu. Státní příjmy se rychle navyšovaly, ale socioekonomická a politická situace v zemi se téměř nevyvíjela a v 50. letech byla Saúdská Arábie jednou z nejzaostalejších zemí Blízkého východu. Většina obyvatel trpěla podvýživou a různými nemocemi, průměrný věk dosahoval 30 let a asi 95 % lidí bylo negramotných. Podle odhadů Organizace pro výživu a zemědělství v roce 1956 tvořili 66 % obyvatelstva beduíni, 12 % usedlí zemědělci a zbylých 22 % lidí žilo ve městech. Beduíni žili všeobecně v nejhorších podmínkách. Zemědělství bylo na katastrofické úrovni, což bylo z velké části zaviněno nepříznivými přírodními podmínkami. 60 % z celkových 245 000 hektarů obdělávané půdy vlastnili velcí vlastníci, kteří půdu pronajímali. Ještě v této době bylo v Saúdské Arábii běžné otrokářství; v roce 1963, rok poté, co bylo otrokářství zakázáno zákonem, žilo v otrockých podmínkách odhadem 300 000 lidí.
V zemi se začalo rozvíjet podnikání, a to hlavně ve spojení s činností ropné společnosti Aramco. Nejvýznamnějšími obory byly stavebnictví a doprava, které začaly zaměstnávat novou sociální vrstvu dělníků. Saúdská vláda dostávala zpočátku od amerických ropných společností pouze malé poplatky za vytěžené barely, což se změnilo v roce 1950, kdy byly zisky rozděleny 50 na 50.

### Vláda Saúda a Fajsala
Abd al-Azíz zemřel v roce 1953 a zanechal po sobě 34 synů; do současnosti (2011) saúdskými králi byli jen někteří z těchto synů. Prvním z následovníků byl král Saúd, který se snažil působit jako velký reformátor se snahami o blahobyt obyvatel své země. Po svém otci ale pokračoval v mrhání státními penězi; až polovinu státních příjmů utrácela královská rodina.
Role islámu se za Saúdovy vlády ještě zvýšila, ze Saúdské Arábie se stala v podstatě teokracie. Jediným pramenem práva se stala šaría a islám začal výrazně zasahovat do všech oblastí společenského života, mimo jiné do vzdělávání, které náboženské autority odsuzovaly. V roce 1958 vyvrcholila finanční a politická krize, kdy se Saúdská Arábie ocitla na pokraji bankrotu a v izolaci v mezinárodní politice. Krize rozdělila královskou rodinu na tři skupiny: první byla věrná Saúdovi, druhá chtěla nastolit konstituční monarchii a v čele třetí stál následník trůnu princ Fajsal. Na nátlak svých bratrů předal v roce 1958 král Saúd Fajsalovi široké pravomoci. Ten postupně získával větší moc a 2. listopadu 1964 vystřídal Saúda na trůnu.
Ústava? K čemu to? Korán je nejstarší a nejúčinnější ze všech ústav na světě. Volby? Parlament? Po špatných zkušenostech ze sousedních zemí je lépe na to ani nepomýšlet. Věřte mi, islám je dosti prozíravým a pružným náboženstvím, aby zajistil našemu lidu štěstí
Král Fajsal, 
Fajsal zavedl několik ekonomických reforem, ale jinak po svých předchůdcích pokračoval v absolutistické vládě, útisku politických soupeřů a vměšování se do soukromého života obyvatel. Během šedesátých let se v Saúdské Arábii začala výrazně projevovat modernizace, a to z počátku převážně modernizace ozbrojených sil za pomoci Spojených států a Spojeného království, později stát investoval velké částky do infrastruktury, zdravotnictví a školství. Ale např. zemědělství, které zaměstnávalo nejvíce obyvatel, zůstalo technicky velice zaostalé. Modernizace byla umožněna prudkým růstem příjmů z ropy.

## Ropný boom

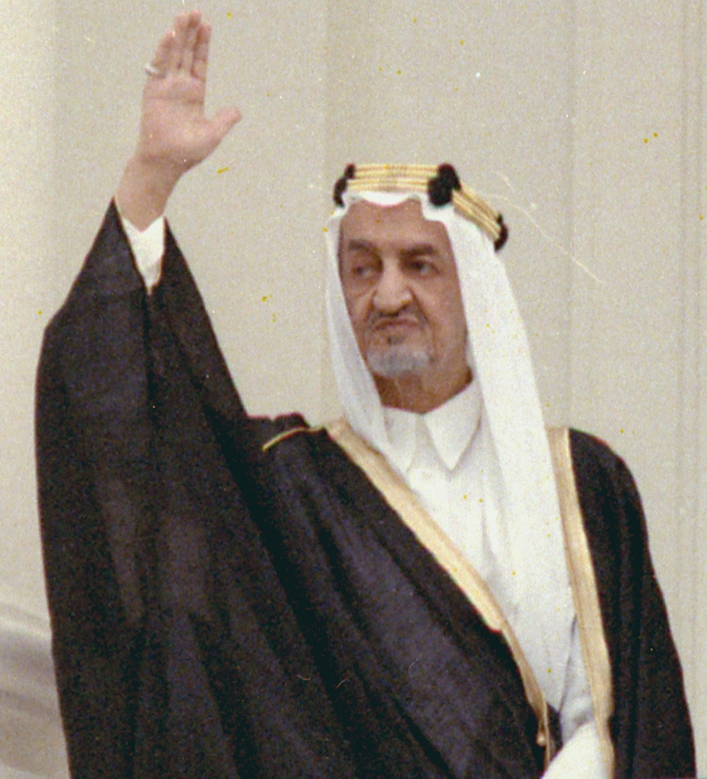
Král Fajsal, který Saúdské Arábii vládl mezi lety 1964–1975

Ropný boom v sedmdesátých letech, ve kterém hrála Saúdská Arábie významnou roli, zajistil zemi silnou hospodářskou i politickou pozici v rámci Blízkého východu i celého světa. V reakci na jomkipurskou válku v říjnu 1973 uvalila Saúdská Arábie spolu s dalšími arabskými členskými zeměmi Organizace zemí vyvážejících ropu ropné embargo na Spojené státy, což vyvolalo ropnou krizi. Embargo bylo staženo v dubnu 1974. V roce 1980 byla znárodněna společnost Saudi Aramco. V osmdesátých letech zaznamenala saúdská ropná politika podstatnou změnu. Příjmy z ropy nejdříve mezi lety 1981–1984 klesly více než dvojnásobně mimo jiné kvůli zvýšení těžby v zemích mimo OPEC (hlavně v Mexiku a Spojeném království), ale v prosinci 1985 se státy OPEC rozhodly zvýšit těžbu při nižších cenách, aby si tak obnovily svou původní pozici na světovém trhu.
Od roku 1970 plánuje Saúdská Arábie pětiletky. První proběhla za vlády krále Fajsala, který se snažil o pomalý přechod ke kapitalismu, ale po jeho smrti v roce 1975 byla vyhlášena druhá s plánem mnohem rychlejší modernizace ekonomiky. Velké výdaje byly věnovány na rozvoj infrastruktury, zemědělství, vzdělávání a zdravotnictví. Byly zakládány nové společnosti převážně smíšeného ražení (část patřila státu) a majetek se přesouval do soukromého sektoru. Podíl státních výdajů na tvorbě HDP se snížil ze 73 % v roce 1973 na 48 % v roce 1983.
Obrovské příjmy z ropy financovaly Saúdské Arábii mohutné zbrojení, za které mezi lety 1974–1982 utratila 150 miliard dolarů, což bylo zhruba 30 % státního rozpočtu. Její vojenské výdaje na jednoho obyvatele tak byly nejvyšší na světě. Většina z těchto peněz šla na rozvoj infrastruktury a údržbu techniky, kterou prováděli většinou Američané. Začleňování mnoha většinou amerických, ale i např. britských a pákistánských expertů, poradců a vojáků do saúdské armády upevňovalo pozici režimu, protože z této strany nehrozila vzpoura. Mimo zbrojení využívala Saúdská Arábie nabytý majetek k ovlivňování politiky států převážně Arabského poloostrova, kde financovala zpátečnické vlády a vystupovala proti demokratizačním tendencím.

## Cesta do nového tisíciletí

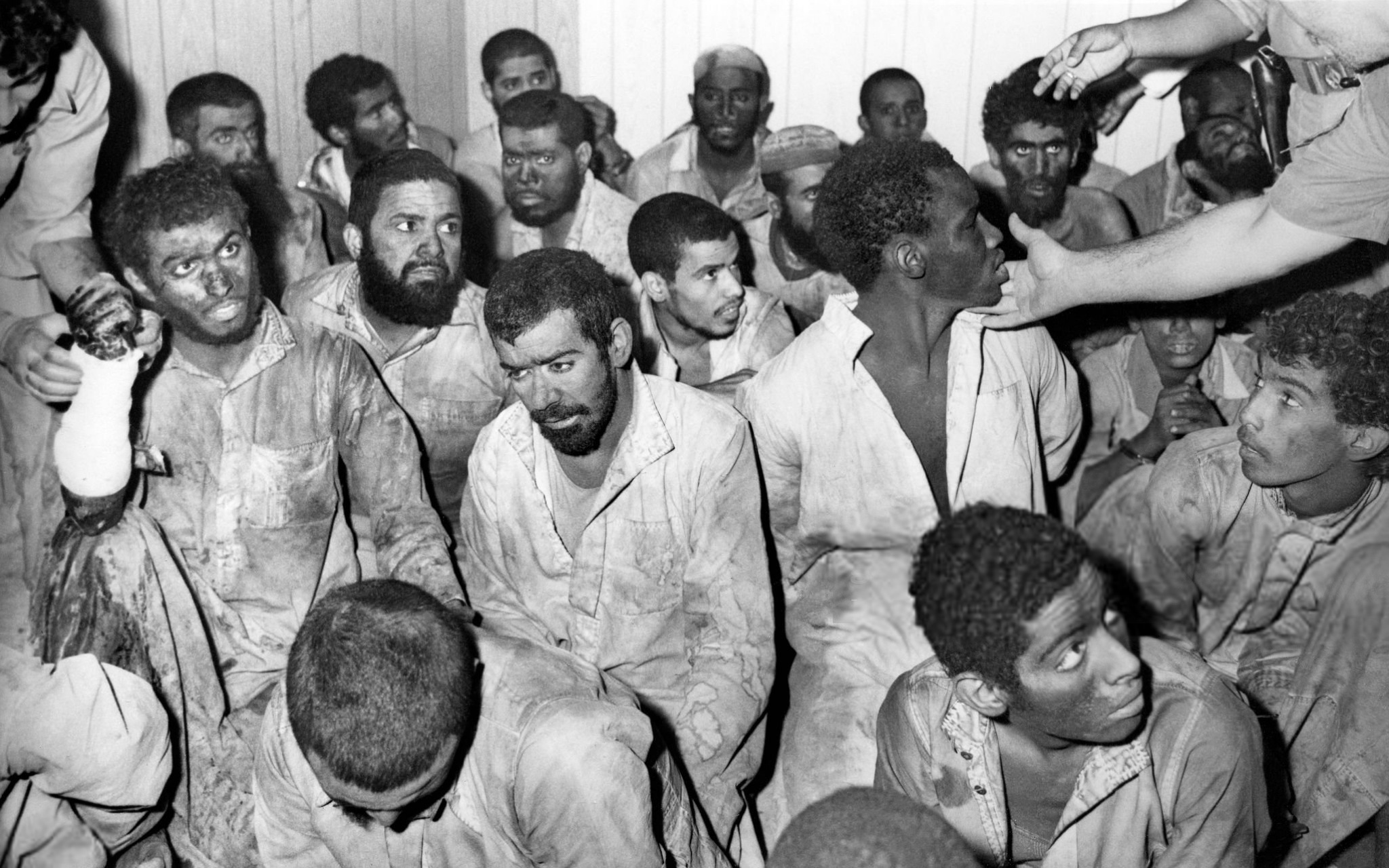
Zajatí povstalci, kteří v roce 1979 obsadili Velkou mešitu v Mekce

25. března 1975 byl král Fajsal zavražděn svým synovcem Fajsalem bin Musájdem. Ten byl brzy popraven a na trůn nastoupil král Chálid. Jeho vláda byla charakteristická určitým uvolněním napětí v zemi (např. propustil politické vězně a přerozdělením části státních peněz chudým potlačil ekonomické zdroje nespokojenosti). Chálida v den jeho smrti na infarkt myokardu 13. června 1982 nahradil král Fahd.
V sedmdesátých letech se začala výrazně projevovat nespokojenost s praktikami královského dvora vznikem radikálních náboženských a politických hnutí. Hlavními příčinami nespokojenosti byly např. diskriminace náboženských skupin (hlavně ší'itů ve Východní provincii) a odvracení se od tradičních islámských hodnot. Nejznámějším gestem odporu těchto skupin bylo obsazení Velké mešity v listopadu 1979. Povstání asi 500 ozbrojenců, kteří požadovali dodržování zásad koránu a kritizovali saúdský rod, režim násilně potlačil a několik desítek povstalců nechal popravit.
Válka v Zálivu v roce 1991, kterou vedly Spojené státy, v důsledku vyústila ve zvýšení nespokojenosti některých islámských hnutí, kterým se nelíbilo spojenectví saúdské vlády s USA a stále větší pronikání západních myšlenek do Saúdské Arábie. Protože totalitní způsob vlády znemožňoval vyjádření nespokojenosti těchto skupin skrze sdělovací prostředky nebo formou politické opozice, z islámských hnutí vznikaly teroristické organizace. Asi nejznámější teroristickou organizací vůbec je al-Káida založená v roce 1988. Ta začala provádět sebevražedné atentáty a bombové útoky a v devadesátých letech začala působit i mimo Saúdskou Arábii.

## Současnost
1. srpna 2005 zemřel král Fahd a na trůně ho nahradil král Abdalláh. V Saúdské Arábii jsou zakázány politické strany a jakákoli nezávislá sdružení. Neexistuje zde svoboda projevu ani shromažďování. „Nepohodlným“ obyvatelům hrozí svévolné zadržení a nespravedlivé odsouzení. Mezi tresty patří např. rány holí nebo useknutí končetiny. Trest smrti může být udělen např. za čarodějnictví, zřeknutí se islámu, cizoložství, loupež nebo pašování drog.